# Kurt Kroner

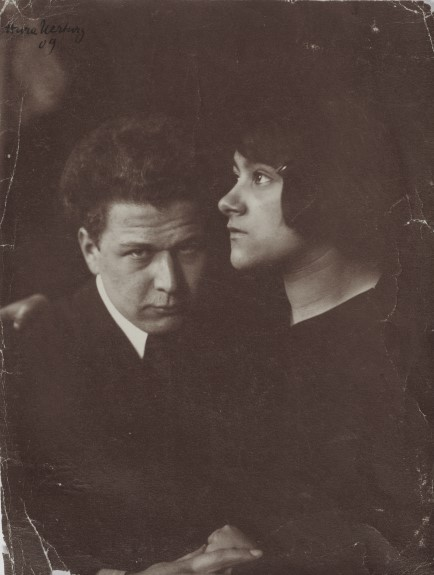
Kurt Kroner und Ella Kroner, Foto von Aura Hertwig (1909)

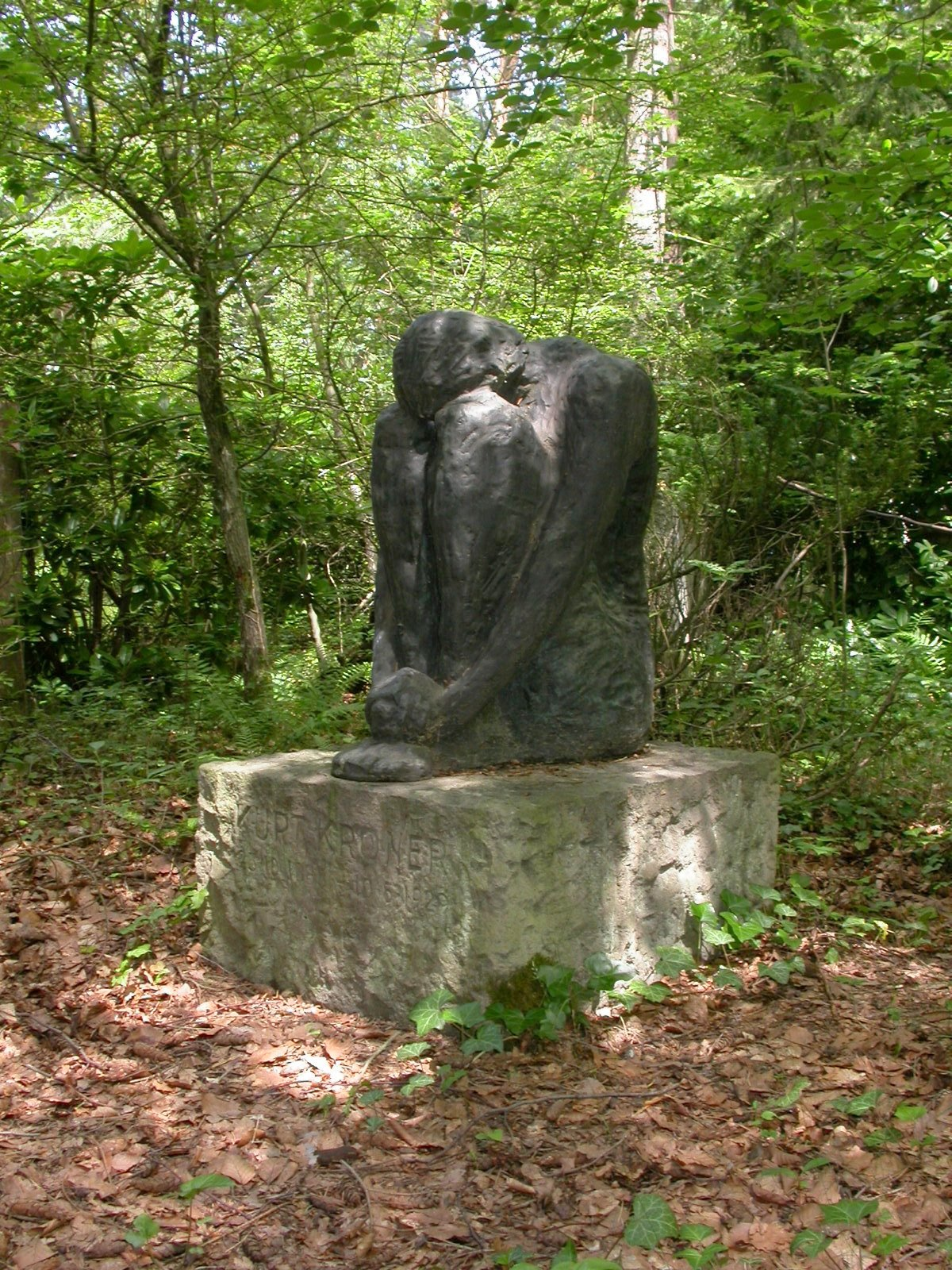
Kroners Grab auf dem Südwestfriedhof Stahnsdorf

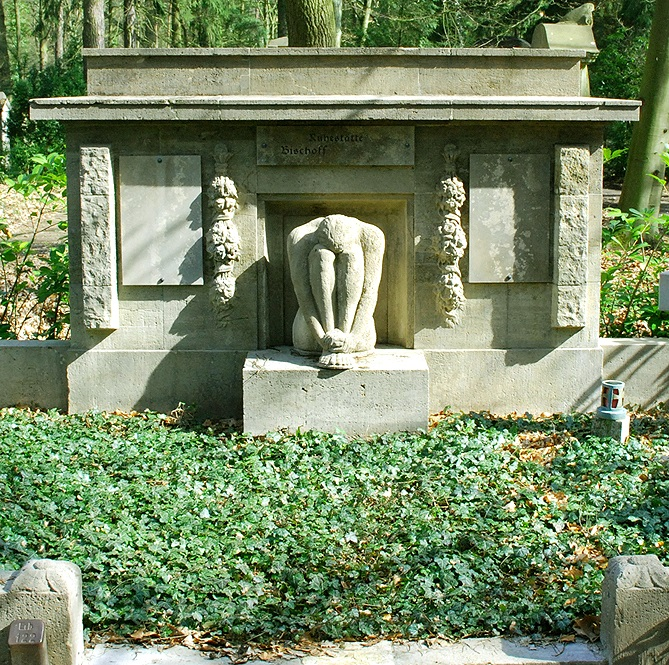
Grab Eichler-Bischoff, 1939 umgebettet auf den Südwestkirchhof Stahnsdorf

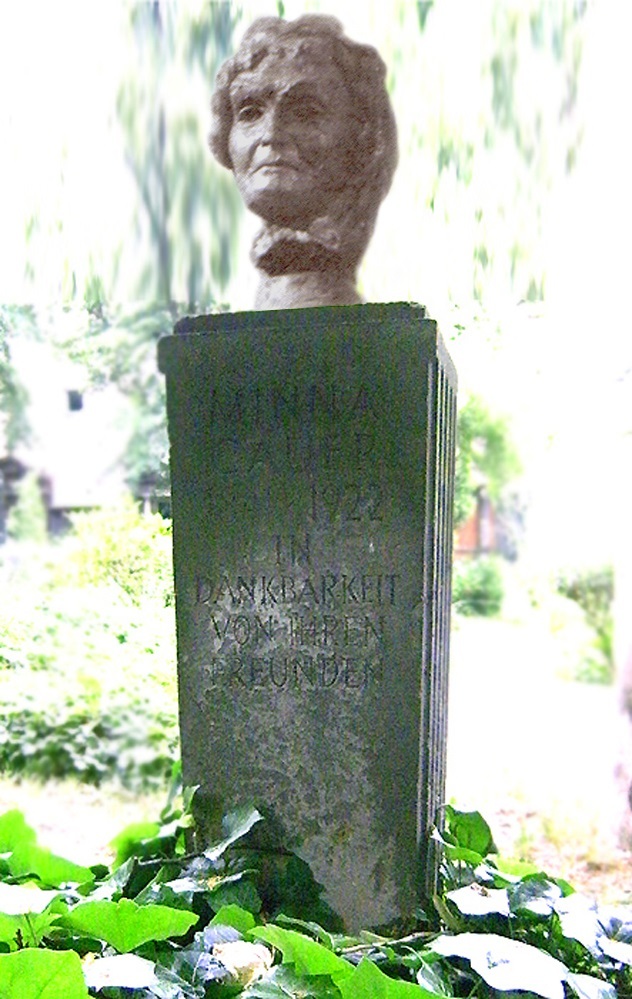
Grabfigur für Minna Cauer auf dem Alten St.-Matthäus-Kirchhof in Berlin-Schöneberg, vor 1940 (Fotomontage 2015)

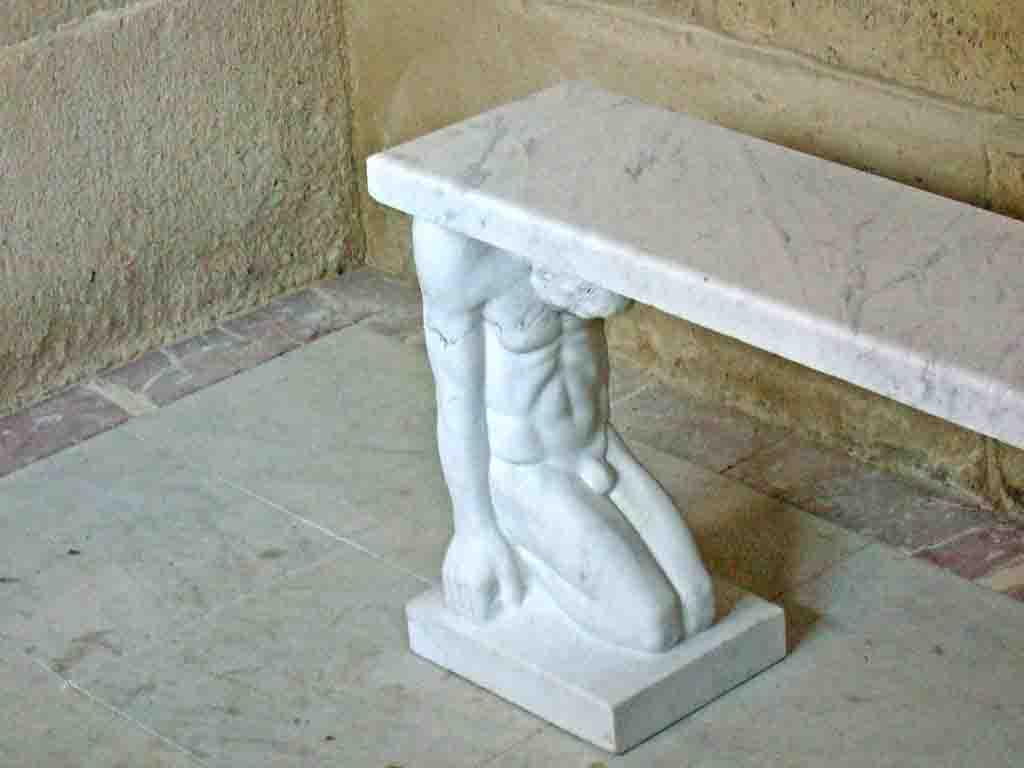
Sitzbankfigur im Mausoleum Herpich auf dem Alten St.-Matthäus-Kirchhof in Berlin-Schöneberg, um 1925

Kurt Kroner (* 23. Oktober 1885 in Breslau; † 10. Mai 1929 in München) war ein deutscher Bildhauer.

## Leben und Wirken
Kroner studierte zunächst Medizin, absolvierte dann aber eine künstlerische Ausbildung in einer Bildhauerwerkstatt in Oberitalien. Während einer Studienreise nach Paris lernte er Werke von Auguste Rodin kennen, die ihn sehr beeindruckten. Gefördert von Adolf von Hildebrand beschritt er den Weg zur Bildhauerei.
Nachdem er erstmals 1912 mit Zeichnungen auf der 25. Ausstellung der „Berliner Secession“ vertreten war, fand sein Wirken über die Kollektivausstellung in der Galerie Caspari in München (1917), über die Kollektivausstellung bei Paul Cassirer in Berlin (1920) und über die Ausstellung in der Galerie von Hans Goltz in München (1921) breite Anerkennung. Die umfassendste Ausstellung gestaltete 1928 die Galerie Heinrich Thannhauser in Berlin. Sein künstlerisches Selbstverständnis war geprägt von den Ideen der Reformbewegung und des kulturellen Aufbruchs nach dem Ersten Weltkrieg. Er war befreundet mit Karl Liebknecht, Erich Mühsam und Ernst Toller, die er auch in Büsten darstellte. Ebenso schuf er zahlreiche Porträtbüsten weiterer zeitgenössischer Persönlichkeiten: Minna Cauer, Richard Dehmel, Albert Einstein, Lovis Corinth, Marie Götze, Willi Jaeckel, Max Liebermann, Werner Sombart, Ferdinand Tönnies, Andreas Weißgerber, Ludwig Wüllner. Eine Büste von Gerhart Hauptmann modellierte er nach dessen Nobelpreisverleihung im Auftrag von Max Reinhardt für das Foyer des Deutschen Theaters in Berlin (1913). Darüber hinaus schuf er figürliche Darstellungen (u. a. „Schwebender“ 1919, „Der Wächter“ 1922, „Der Einsame“ 1923, „Adam“, „Aufgang“, „Moses“). Er fertigte auch eine Totenmaske des Pianisten Ferruccio Busoni und Abdrücke von dessen Händen. Eines der Exemplare erhielt dessen Witwe Gerda Sjöstrand, ein zweites war Bestandteil der Sammlung Hans Friedenthal und ein weiteres gehörte zur Sammlung von Walter Krieg in Berlin.
Das wohl umfangreichste Werk über das zeichnerische und bildhauerische Schaffen entstand in Zusammenarbeit mit dem berühmten Fotografen, Albert Renger-Patzsch, als dieser in der Zeit 1923/24 in Berlin arbeitete. Es erschien 1927 im Julius Bard Verlag Berlin. Ein mit der Hand gebundenes Vorzugsexemplar Nr. 37 von einer 50er Auflage befindet sich im Albert Renger-Patzsch Archiv – Ann und Jürgen Wilde, Zülpich. Daselbst befinden sich auch einige Porträts, die Renger-Patzsch von der Familie Kroner damals aufnahm. Einige seiner impressionistischen Werke sind heute in Museen in Deutschland (Kunstforum Ostdeutsche Galerie Regensburg, Nationalgalerie, Deutsches Historisches Museum, Jüdisches Museum Berlin) und in Israel (Mishkan le Omanut Museum of art in Ein Harod) zu sehen. „Die Trauernde“ kennzeichnet als eine der wenigen erhaltenen lebensgroßen Plastiken sein Grab auf dem Südwestkirchhof Stahnsdorf. Die Grabstätte befindet sich im Block Reformation, Feld 9, Gartenstelle 81.

## Familie
Kurt Kroner entstammte einer schlesischen Rabbinerfamilie, in der auch sein Vater, der Gynäkologe Traugott Kroner (1854–1899) aus Glatz, und dessen Bruder, der Pädagoge, Publizist und Rabbiner Theodor Kroner (* 12. Mai 1845 in Dyhernfurth; † 1923 in Stuttgart), Bedeutung erlangten. Kurt Kroners Mutter war Margarete Kroner geb. Heymann, die Tochter einer Kaufmannsfamilie. Kurt Kroner konvertierte 1909 gemeinsam mit seiner Frau, der Malerin Ella Kroner geb. Behrendt (1885–1942), zum Christentum. Später bekannten sie sich zu einer alle Konfessionsgrenzen überschreitenden Menschheitsreligion. Beider Sohn Thomas Kroner (* 1909 in München; † 1992 in Beith Hashita, Israel) und die Tochter Dodo Kroner (* 1912 in Berlin; † 2006 in Stuttgart) waren ebenfalls als bildende Künstler schöpferisch tätig und konnten sich vor der nationalsozialistischen Verfolgung ins Ausland retten. Das Gleiche gilt für seinen Bruder, den Philosophen Richard Kroner (* 8. März 1884 in Breslau; † 2. November 1974 in Mammern). Seine Frau blieb in Berlin und wurde 1942 ins KZ Auschwitz deportiert.